# 모하메드 함단 다갈로

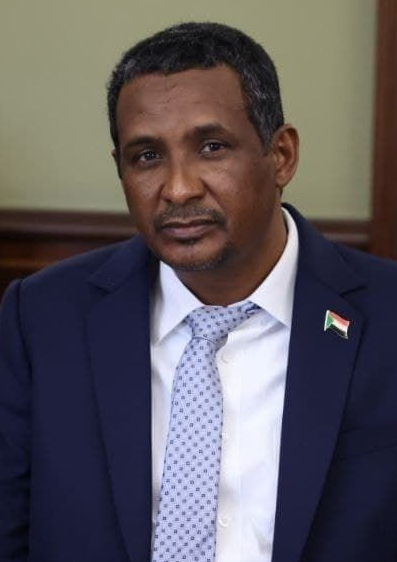
모하메드 함단 다갈로(2022년)

모하메드 함단 다갈로(아랍어: محمد حمدان دقلو, 영어: Mohamed Hamdan Dagalo, 1974년 또는 1975년 ~ )는 다르푸르에 있는 아와드 만수르 하위 씨족 메흐리야 부족 출신 수단의 장군이다. 다갈로는 2019년 수단 쿠데타 이후 과도주권위원회(TMC)의 부의장을 역임했다. 2019년 8월 21일, TMC는 다갈로가 회원인 민군 과도주권위원회로 권력을 이양했다. 2019년 8월 헌법 선언 초안 제19조에 따라, 다갈로와 다른 주권 이사회 구성원들은 2022년 수단 총선에 출마할 수 없다.
다갈로는 2004년 11월 23일에 일어난 아드와 마을 공격에 연루되어 학살과 강간을 일으켰고, 공격은 수개월 동안 계획되었다고 말했다. 2013년부터 다갈로는 휴먼 라이츠 워치와 에릭 리브스 교수에 따르면 2014년과 2015년 다르푸르에서 민간인과 강간을 포함한 반인륜 범죄에 책임이 있는 신속지원군(RSF)을 지휘했다. 알자지라와 《더 데일리 비스트》에 따르면 RSF는 2019년 6월 3일 다갈로를 지도자로 한 하르툼 대학살에 주요 책임이 있다. 그는 2017년에 RSF를 사용하여 금 채굴 작업을 통제했다.
2019년 현재, 그는 투자, 광산, 운송, 자동차 렌트, 철강을 포함한 광범위한 사업 영역을 가진 그의 회사 알 주나이드를 통해 수단에서 가장 부유한 사람들 중 한 명이다. 2019년 7월 초, 다갈로는 이코노미스트에 의해 수단에서 가장 영향력 있는 인물로 간주되었다. 과도주권위원회를 대표하여 2019년 7월 17일 정치적 합의에 서명했고 2019년 8월 4일 자유와 변화의 힘(FFC)을 대표하여 아흐메드 라비와 함께 헌법 선언 초안에 서명했다. 2019년 9월, 다갈로는 포트수단에서 무장 충돌에 있는 단체들 사이의 평화 협상을 협상하는 것을 도왔다.
다갈로는 2021년 10월 수단 쿠데타에 참여했지만, 그 이후로 그와 거리를 두었고, 2023년 2월 그는 그것을 "실수"라고 불렀다. 그 발언은 그와 군 지도자 압델 파타 알부르한 사이에 증가하는 불화의 일부였다. 2023년 4월, 다갈로는 알부르한 정부에 맞서 RSF를 동원하여 주요 정부 사이트를 점령했다고 주장했지만, 알부르한은 이에 대해 반박했다.